# 북위 54도 40분

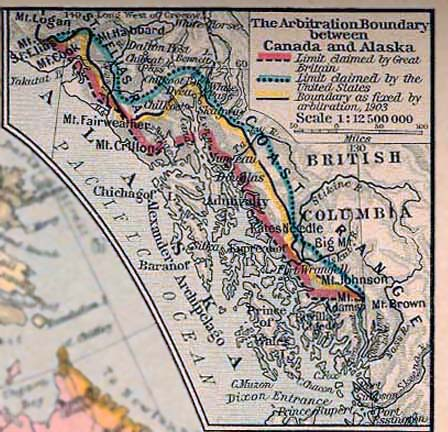
알래스카주와 캐나다 경계의 지도이다. 1903년에 확정한 최종적인 국경선이 노란색으로 표시되어 있다.

북위 54도 40분(Parallel 54°40′ north)는 북위 54도와 북위 55도 사이에 있는 위선이며 미국의 알래스카주와 캐나다의 브리티시컬럼비아주의 경계의 남단부를 형성하고 있다. 단, 북위 54도 40분에 해당하는 육상 의 경계는 아니며 딕슨 해협의 북단부를 지나고 있다. 

## 역사
이 경계는 러시아 제국, 대영 제국, 미국의 3개국의 교섭의 결과에 따른 1824년과 1825년의 조약에 따라서 확립한 것이다. 
1824년, 러시아와 미국 사이의 러시아-아메리카 조약(1825년 1월 12일 발효)에 따라서 영미가 영유권을 주장하는 영역과 러시아령 아메리카와의 경계를 북위 54도 40분으로 하는 것이 결정되었다. 1825년에는 러시아와 영국 사이의 영국-러시아 협정에 따라서 비슷한 경정이 내려졌다. 1824년의 미국과 러시아 사이의 조약에서는 북위 54도 40분 이북의 해안 및 가까운 곳의 섬에는 미국의 식민지는 만들지 않았으며 북위 54도 40분 이남에는 러시아의 식민지를 만들지 않는 것으로 합의되었다(단, 멕시코의 알타칼리포르니아에 있는 러시아 식민지인 로스 요새는 조약의 범위 밖으로 했다). 조건에는 주권이나 영유권 주장에 대한 명확한 언급은 없었다. 1825년 영국과 러시아 사이의 조약에서는 아메리카 대륙의 영국-러시아의 점유지의 경계에 대해서 보다 명확하게 정의되었다. 그 경계는 북위 54도 40분 이북에서 현재 알래스카 팬핸들이라고 불리는 지역에 따라서 서경 141도까지 그 곳에서 북쪽으로 북쪽으로 서경 141도에 따라서 북극해까지라고 하는 것이다. 
브리티시컬럼비아주 식민지는 1858년 8월 2일에 발족했다. 1867년에 미국은 러시아 제국에서 720만 달러로 알래스카를 구입했다. 1867년 10월 18일에 알래스카주가 설치되었다. 1871년 7월 21일에 브리티시컬럼비아주는 캐나다 연방에 가맹했다. 알래스카는 1884년 5월 17일에 알래스카 지구, 1912년 8월 24일에 알래스카 준주, 1959년 1월 3일에 알래스카주가 되었다.

## 같이 보기
- 북쪽: 북위 55도
- 남쪽: 북위 54도
- 미국-캐나다 국경
- 오리건 컨트리